# جامع يوسف داي
جامع يوسف داي جامع يوسف داي المعروف أيضاً باسم جامع سيدي يوسف هو أول جامع حنفي في تونس بعد الفتح العثماني ويسميه البعض جامع البشامقية،
تم بناؤه سنة 1612 في عهد يوسف داي وهو أول مسجد ينبى على طريقة العمارة العثمانية ويحتوي قبر مؤسسه رحمه اللّه. في البداية كان مسجدا للخمس وفي سنة 1631قاميوسف داي بتحويله إلى جامع خطبة وقد تم تدريس الفقه الحنفي به.
في اليوم السادس والعشرون من شهر رمضان ينعقد ختم الحديث في جامع يوسف داي وذلك قبل صلاة العصر وهو وقت محدود فقام الشيخ أحمد بيرم بفتوى للمولى محمد الحبيب باي بجواز تغيير ميعاد الختم فأصبح الختم في الجامع اليوسفي في اليوم الثالث والعشرون من شهر رمضان

## بيت الصلاة
بيت الصلاة محاطة بساحة من ثلاث جهات: الشرق والشمال والغرب.

## معرض صور

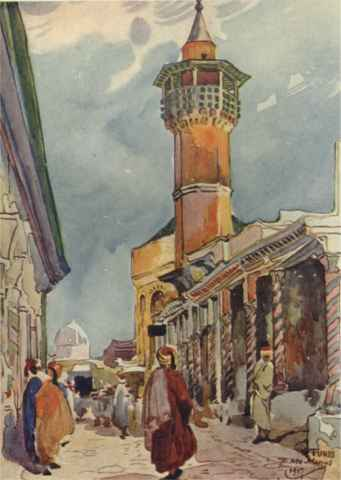
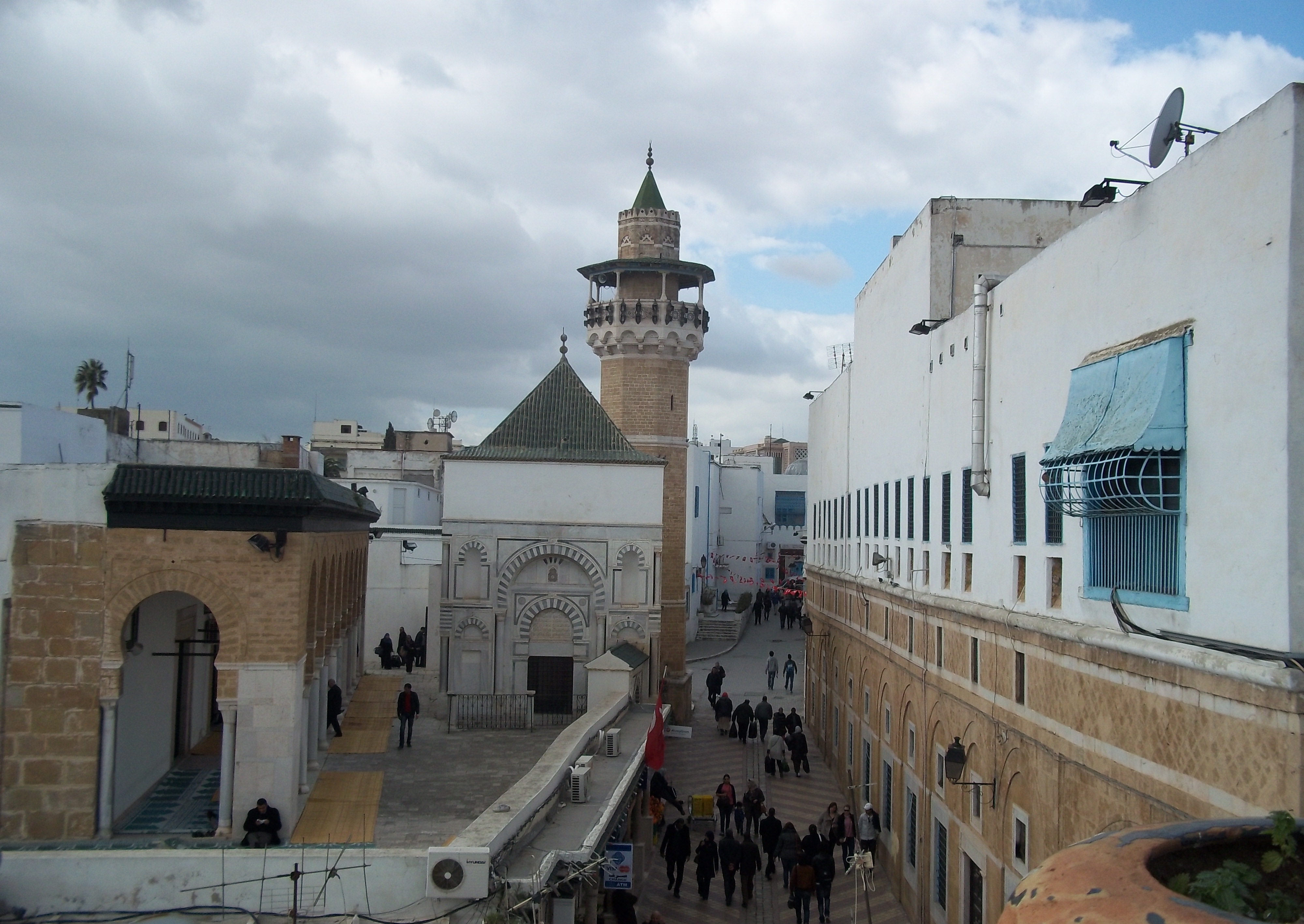
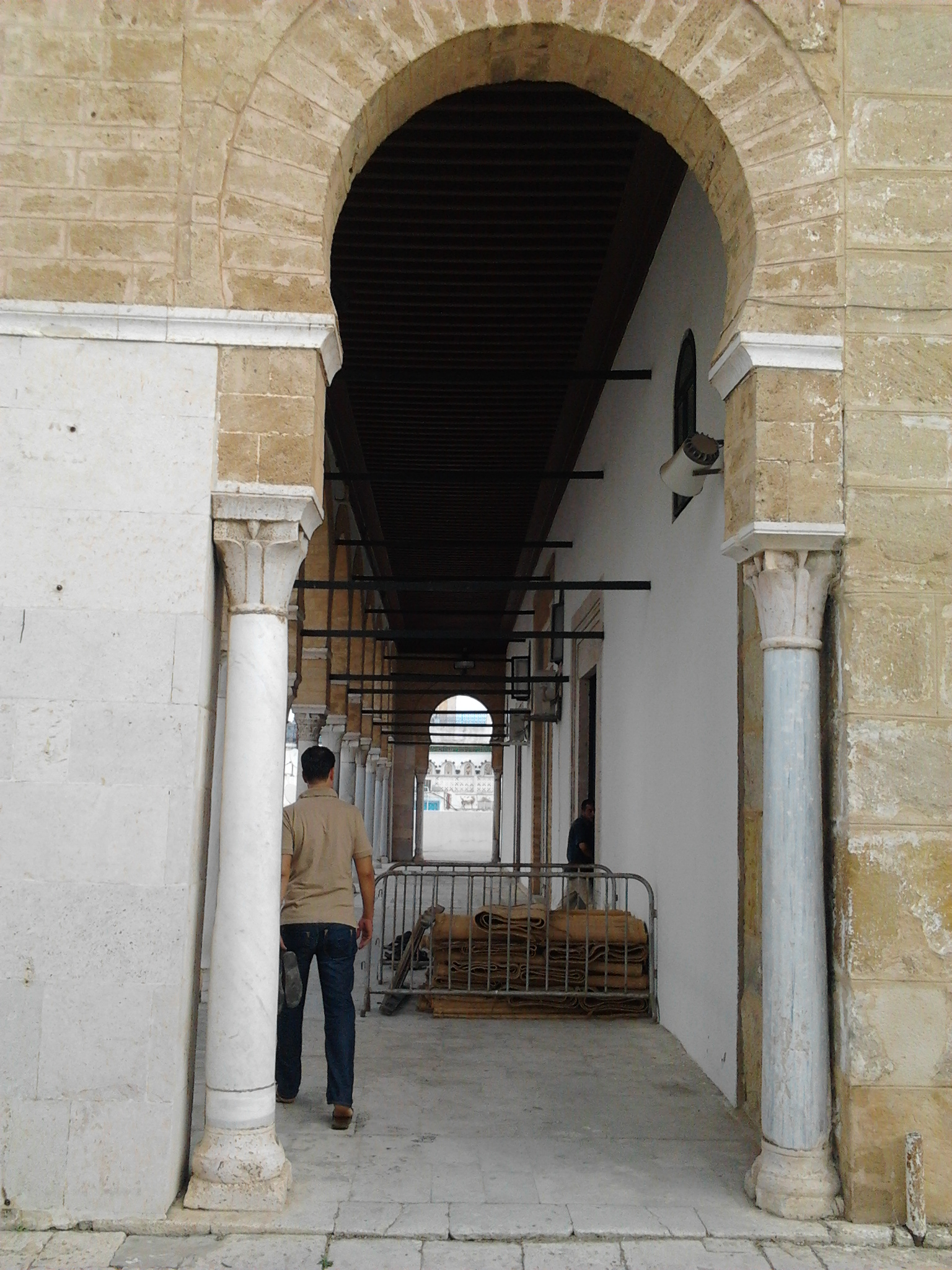
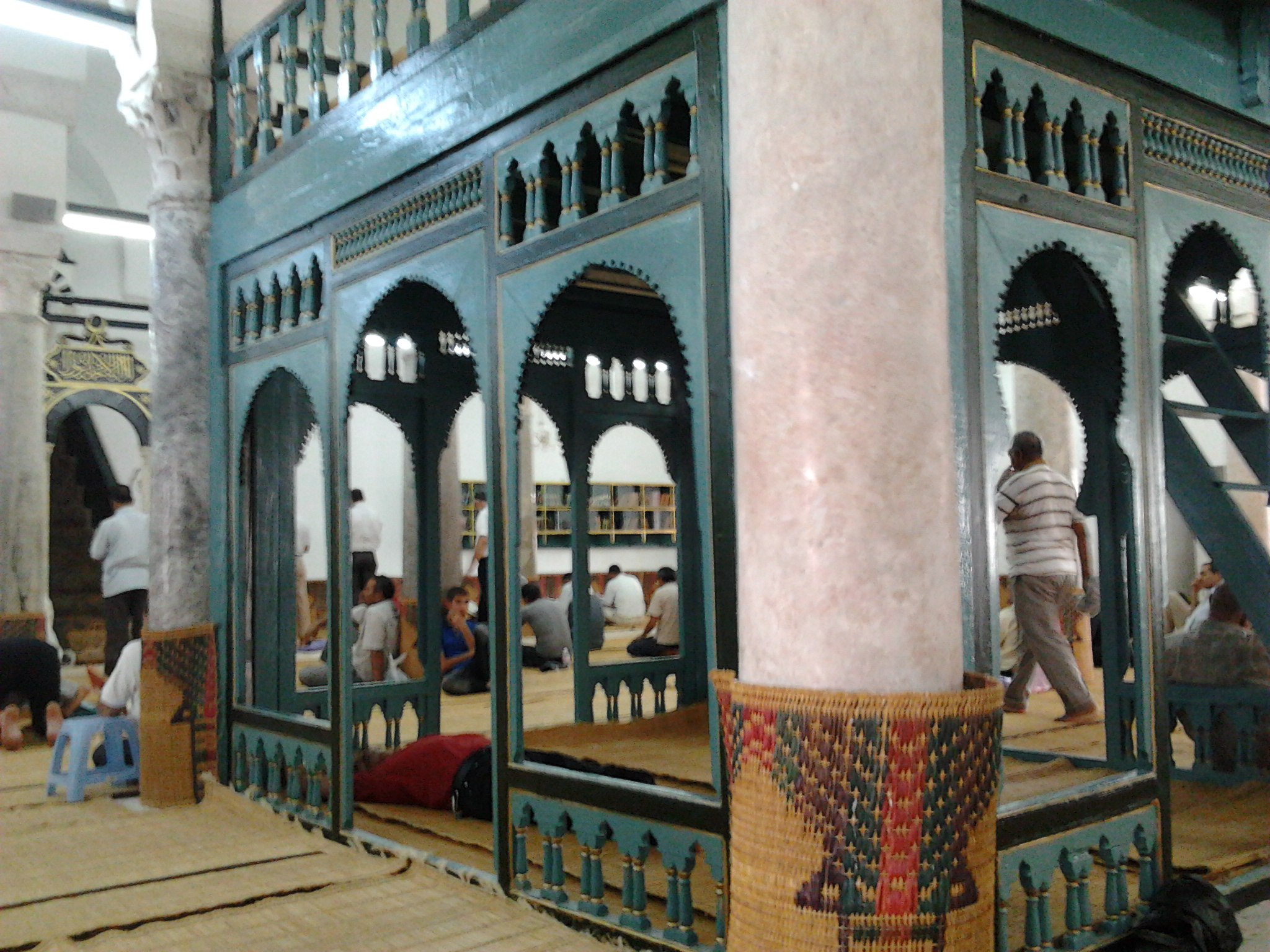
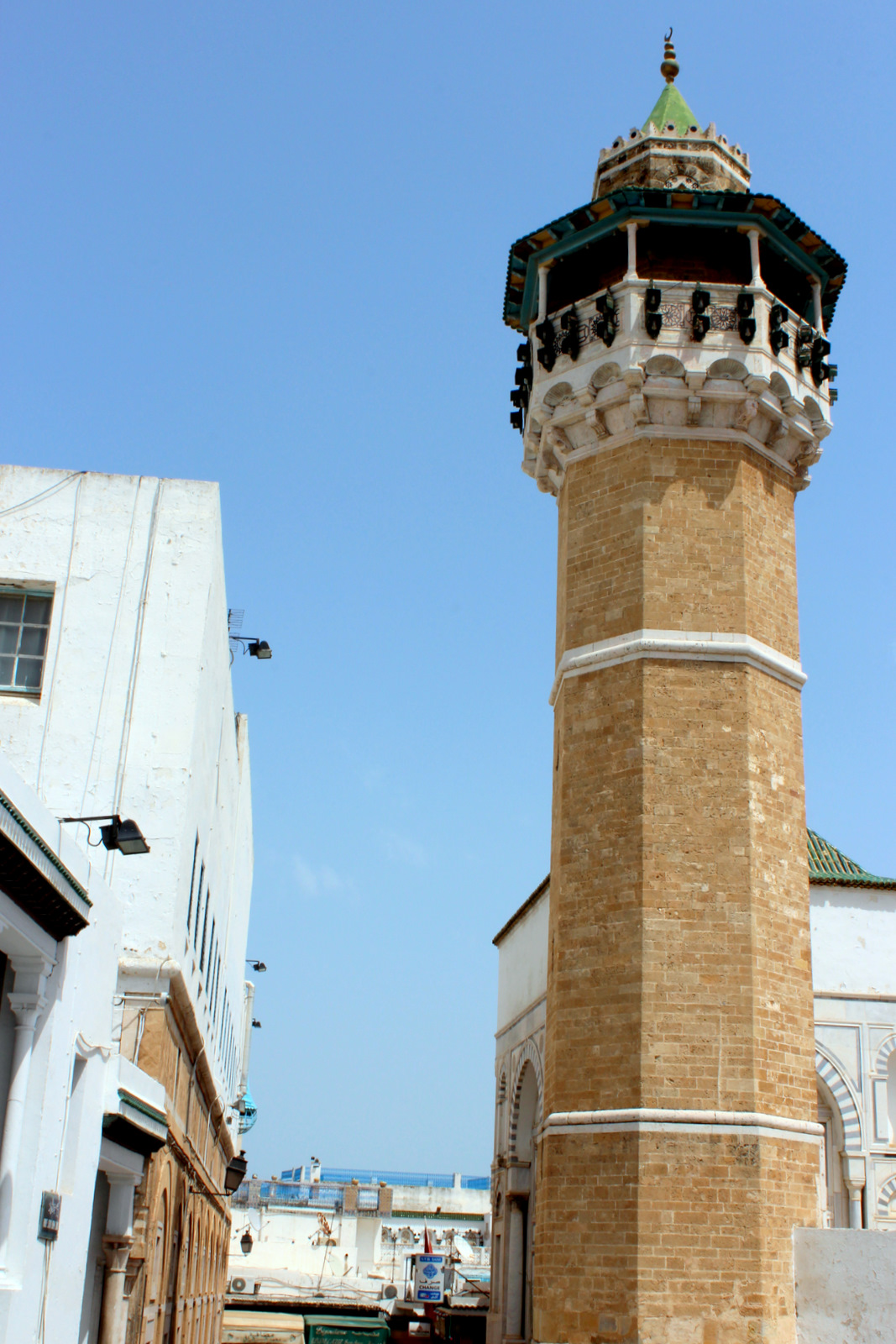
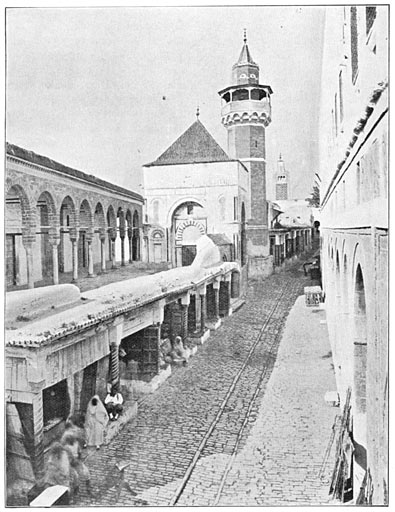

- 1=جامع يوسف داي - القصبة - تونس
- 1=جامع يوسف داي - القصبة - تونس